# Alexandra-Gabriela Dumitrașcu
Alexandra-Gabriela Dumitrașcu
Alexandra-Gabriela Dumitrașcu este o jucătoare română de handbal, specializată pe postul de extremă stângă. Formată la Buzău sub îndrumarea antrenoarei Alexandra Dinu, Dumitrașcu a fost remarcată de oficialii echipei de senioare HM Buzău, regretatul Ștefan Miloș și Romeo Ilie. Practică handbalul din 2009, debutând la vârsta de 7 ani.

### Carieră
Gabriela Dumitrașcu a evoluat în perioada 2009-2019 pentru echipele HM Buzău și SCM Gloria Buzău, dezvoltându-și abilitățile la nivel juvenil. 
Între 2019 și 2022, a fost componentă a echipei CSM București, unul dintre cele mai importante cluburi de handbal din România. 
Începând din 2022, a trecut la echipa CSM Corona Brașov, unde a făcut trecerea la nivelul seniorilor.
În sezonul 2022-2023, Alexandra-Gabriela Dumitrașcu s-a remarcat ca fiind golgheterul echipei CSM Corona Brașov în Divizia A, Seria B, înscriind 108 goluri și contribuind semnificativ la promovarea echipei în Liga Florilor MOL, principala competiție de handbal feminin din România.

### Performanțe internaționale
Alexandra-Gabriela Dumitrașcu a fost selecționată în loturile naționale de junioare și tineret ale României, având o contribuție importantă în competiții internaționale:
- 2021: Componentă a lotului național U18 al României, a participat la Campionatul European de Handbal Feminin din Slovenia.
- 2022: A făcut parte din lotul național de tineret U19 al României și a participat la Campionatul Mondial de Handbal Feminin din Slovenia. În cadrul competiției, Dumitrașcu a obținut de trei ori titlul de MVP și a fost golgheterul echipei naționale, cu un total de 35 de goluri.
- 2023: A promovat cu CSM Corona Brașov în Liga Florilor MOL.

### Palmares
- Golgheter al echipei CSM Corona Brașov în sezonul 2022-2023 (108 goluri).
- MVP de trei ori și golgheter al echipei naționale U19 la Campionatul Mondial din Slovenia, 2022.
- Promovare în Liga Florilor MOL cu CSM Corona Brașov, 2023.

Actualmente, sportiva joacă pe postul de extremă stanga la CSM Corona Brașov.